# Dorance Armstrong
Dorance Armstrong Jr. (Houston, Texas, 10 de junio de 1997) más conocido como Dorance Armstrong, es un jugador profesional estadounidense de fútbol americano que se desempeña en la posición de defensive end en Dallas Cowboys, equipo de la National Football League (NFL).

## Carrera
Fue seleccionado en la cuarta ronda en la Reunión Anual de Selección de Jugadores de la NFL de 2018. Hizo su debut profesional con el equipo Dallas Cowboys, donde lleva jugando seis temporadas.